# Académie SOAR
Académie Super Olympique d’une Afrique Renaissante w skrócie Académie SOAR – gwinejski klub piłkarski, grający w pierwszej lidze gwinejskiej, mający siedzibę  w mieście Coyah.

## Sukcesy
- Guinée Championnat National[1]:

wicemistrzostwo (1): 2022

## Występy w afrykańskich pucharach
| Sezon     | Rozgrywki     | Runda   | Kraj  | Klub        | Dom | Wyjazd | Dwumecz |
| --------- | ------------- | ------- | ----- | ----------- | --- | ------ | ------- |
| 2022/2023 | Liga Mistrzów | wstępna | Niger | ASN Nigelec | 0–0 | 0–1    | 0–1     |

## Stadion
Domowe mecze klub rozgrywa na stadionie o nazwie Stade Coyah w Coyah, który może pomieścić 1000 widzów.

## Reprezentanci kraju grający w klubie
Stan na sierpień 2024.
| - Amadou Oury Barry - Mohamed Camara - Mohamed Chérif Camara - Bangaly Cissé - Ousmane Papa Conté - Morifing Donzo - Jules Keita | - Mohamed N’Diaye - Facinet Doss Soumah - Alpha Oumar Sow - Abdoulaye Sylla - Ibrahima Sylla - Mohamed Kalil Traoré - Béni Makouana |